# Surhedsregulerende middel
Et surhedsregulerende middel er et tilsætningsstof, der tilsættes fødevarer for at ændre eller bevare deres pH. Det virker som et konserveringsmiddel. Surhedsregulerende midler kan være organiske eller mineralske syrer, baser, neutraliserende stoffer eller buffere. Følgende syrer og deres korresponderende baser er eksempler på nogle almindelige surhedsregulerende midler: citronsyre, sorbinsyre, eddikesyre, benzoesyre og propansyre. Surhedsregulerende midler identificeres ved deres E-nummer, f.eks. E260 (eddikesyre).